# Martingança
Martingança ist ein Dorf und eine ehemalige Gemeinde (Freguesia) im portugiesischen Kreis Alcobaça. In der Freguesia lebten 1143 Einwohner (Stand 30. Juni 2011).
Am 29. September 2013 wurden die Freguesias Martingança und Pataias zur neuen Freguesia União das Freguesias de Pataias e Martingança zusammengefasst.